# Mauresette
Mauresette ou Mademoiselle Mauresette, également appelée Mauricette est une mannequin et showgirl, Ziegfeld Girl du début des années 1920.

## Biographie
Elle serait née à Paris. 
Mauresette est d'abord mannequin pour Lucy Christina Duff Gordon, propriétaire de la maison de couture Lucile qui a Florenz Ziegfeld Jr. comme partenaire commercial. Elle est principalement engagée pour porter des robes. Comme tous les modèles Lucile, elle cache son identité derrière un nom fantaisiste. 
Comme Dolores, elle passe du salon new-yorkais de Lucile à la scène de Broadway qui pratique le co-branding reliant Ziegfeld, son riche public new-yorkais et la maison Lucile.  Elle apparait dans Miss 1917, comme mannequin Lucile,. Contrairement aux chorus girls, les mannequins de scène ne chantent ni ne dansent; leur rôle principal est de défiler devant les feux de la rampe portant les dernières robes, dont les créateurs sont identifiés dans l'affiche. Ces modèles de scène ont inauguré la combinaison familière de beauté sculpturale, d'affichage corporel, de costumes élaborés et de sexualité aseptisée connue sous le nom de « showgirl »,. 
Dans les Ziegfeld Follies de 1919, elle est Oil dans "The Follies Salad", une favorite du sultan dans "Harem Number", et Humoresque dans "A Pretty Girl is Like a Melody". Après la musique, elle se met à boire, une boisson gazeuse, et devient Bevo dans "A Saloon of the Future",,,.

## Iconographie
Mauresette a été photographiée par Alfred Cheney Johnston qui a travaillé pour Florenz Ziegfeld pendant plus de 15 ans, prenant principalement des photographies publicitaires et promotionnelles des interprètes des Ziegfeld Follies.